# Centro de Extensión Artística y Cultural de la Universidad de Chile
El Centro de Extensión Artística y Cultural de la Universidad de Chile o CEAC, es un organismo que administra diferentes agrupaciones artísticas dedicadas a la música, el canto y la danza, entre las que se encuentran algunas de las más antiguas de Chile. Este centro cultural se localiza en Complejo Universitario Vicuña Mackenna 20 (VM20) de la Universidad de Chile.

## Historia
El CEAC como tal se creó en 1987, sin embargo su origen se remonta a finales de la década de 1930 a través de diversos organismos anteriores. En 1937 se presentó el proyecto para la creación de una institución de carácter nacional para la música, que se transformó en la Ley N° 6696, promulgada en 1940 que dio origen al Instituto de Extensión Musical. Este Instituto propició la creación de otros organismos como la Orquesta Sinfónica de Chile (1941), Cuarteto de Cuerdas Chile (1941), Escuela de Ballet (1941), Ballet Nacional Chileno (1945), Coro de la Universidad de Chile (1945) Revista Musical Chilena (1945), Instituto de Investigaciones Musicales (1947), Premios por Obra (1947) y Festivales de Música Chilena (1948). Este trabajo se frenó tras el golpe de Estado de 1973 y la consecuente intervención de la Universidad de Chile por parte de la dictadura militar.
El Decreto Universitario N°1838 de 1987 estipuló la independencia del CEAC de la Facultad de Artes, y la pertenencia a éste de la Orquesta Sinfónica de Chile, el Ballet Nacional Chileno, el Coro Sinfónico de la Universidad de Chile, un coro de Cámara, la Radio Universidad de Chile y la Cineteca de la Universidad de Chile.
Actualmente este centro define su misión como "...colaborar en el desarrollo cultural del país y en el resguardo y cuidado de nuestra identidad, a través de la difusión de la música, el canto y la danza. Al mismo tiempo, mantener el nivel de excelencia de las agrupaciones dependientes del CEAC".
En julio de 2025 se inauguró el Complejo Universitario Vicuña Mackenna 20 (VM20) de la Universidad de Chile y se transformó en la nueva sede del CEAC, además de la Orquesta Sinfónica Nacional de Chile, el Coro Sinfónico y la Camerata Vocal de la Universidad de Chile y el Ballet Nacional Chileno. VM20 también considera la Gran Sala Sinfónica Nacional, el primer espacio en Chile exclusivo para la música sinfónica y con estándares acústicos de nivel mundial.

## Dirección
Desde noviembre de 2023, este centro está dirigido por Dominique Thomann Etchegaray, ingeniera comercial, artista y gestora cultural, quien asumió mediante un concurso público convocado por la Universidad. Anteriores directores del CEAC fueron Diego Matte, Maritza Parada Allende, Juan Goic Jerez (2010-2011), y Ernesto Ottone Ramírez (2011-2015).

## Organismos dependientes
Las siguientes son las agrupaciones artísticas y recintos gestionadas por CEAC UChile:
- Orquesta Sinfónica de Chile
- Ballet Nacional Chileno
- Coro Sinfónico de la Universidad de Chile
- Camerata Vocal de la Universidad de Chile
- Teatro Universidad de Chile

## Difusión
Desde el año 2000, se viene desarrollando el programa “Sembrando Cultura”, en conjunto con Coopeuch, que lleva las presentaciones de los conjuntos artísticos del CEAC las regiones de Chile.